# Maula Bakhsh

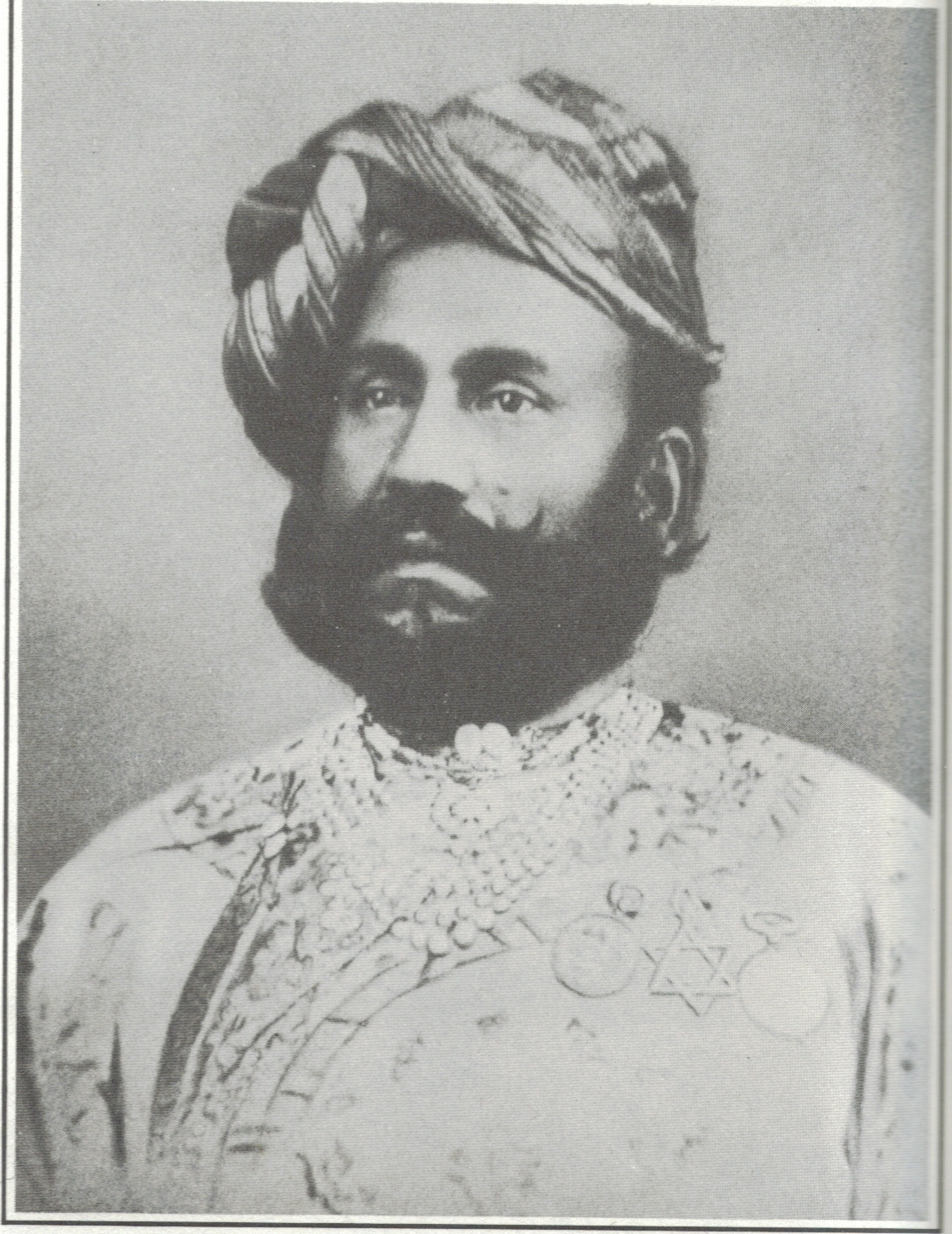
Maula Bakhsh

Maula Bakhsh (geboren als Chole Khan, 1833 – 1896) was een Indiase musicus, zanger en dichter. Hij was de grootvader van Hazrat Inayat Khan, oprichter van het universeel soefisme.

## Jeugd
Maula Bakhsh kwam uit een familie van zamindars. Zijn vader Gishe Khan overleed vlak na zijn geboorte en zijn moeder Biam Biy overleed geruime tijd later. Chole werd als wees opgevoed door zijn oom. Er is weinig bekend over deze periode behalve dat hij zeer atletisch was gebouwd, goed was in worstelen (iets waar Inayat snel een afkeer van zou krijgen).
Rond zijn vijftiende ontmoette hij een zwervende heilige die bij toeval door het dorp liep. Deze derwish behoorde tot de Chishtis, een soefi-orde die zich uitsluitend bezighield met meditatie en devotie met behulp van muziek. De pelgrim was aangenaam verrast door de vriendelijkheid van de jongen en vroeg hem wat te zingen. Chole kon niet zingen, zo stelde hij, maar de pelgrim stond er op. Chole gaf toe en zong een lied en de derwish bedankte hem nu het zijn dag had goed gemaakt. Als dank doopte de darwish hem met de naam Maula Basksh, wat in het Perzisch “Door God gegeven” betekent. Voor Chole was dit een keerpunt in zijn leven en vanaf die dag noemde Chole zich Maula Bakhsh.

## Muziek
Toen Maula ongeveer achttien jaar oud was kreeg hij een serieuze interesse voor het volgen van muzieklessen. Zijn grootvader Anvar Khan was een succesvolle zanger geweest en muzikaliteit zat in de familie. Met toestemming van zijn oom reisde Maula van plaats tot plaats om daar zangers aan te horen en zich hun kunsten aan te leren. Op een dag liep de jonge Maula langs het huis van een van India's beroemdste muzikanten, Ghasit Khan. Maula was zo onder de indruk dat hij elke dag terugkwam om naar de muziek te luisteren die Ghasit componeerde. Op een dag liep Ghasit langs het huis van Maula en stopte daar omdat hij zijn eigen muziek hoorde spelen door een onbekende. Ghasit liep het huis binnen en vroeg Maula wie hem dat had geleerd. Maula antwoordde dat Ghasit hem dat had geleerd doordat Maula elke dag luisterde naar zijn muziek. Ghasit was verrast en vroeg Maula zijn leerling te worden. Vanaf die dag werd Maula muzikant en leerde veel van Ghasit.
Na het overlijden van Ghasit zwierf Maula van koninklijke residentie naar koninklijke residentie. Overal werd hij met open armen ontvangen en men vond het een eer om hem te mogen horen spelen. Aan het hof werd hem verteld dat hij nooit zo toegewijd zou kunnen spelen als een brahmaan omdat hij domweg niet als zodanig was geboren. Dit vond Maula verschrikkelijk om te horen aangezien hij met zeer grote toewijding muziek maakte. Hij besloot om te vertrekken en kwam op zijn weg een brahmaan tegen die te boek stond als meest gerespecteerde muzikant van zijn tijd. Deze brahmaan leerde Maula alles wat hij wist van zijn kunsten. Ook leerde hij hem naast de oude liederen in het Sanskriet ook het een en ander van Tyagaraja en Dikshitar (een zeer bekende Indiase zanger en dichter en resp. over inwijding).
Nog voor zijn dertigste keerde hij terug naar het Hof van Mysore. De koning daar wenste dat Maula bleef om daar muziek te maken en wilde Maula al onderscheiden voor zijn kunsten maar de brahmanen aan het hof waren het daar niet mee eens. Zij vonden Maula niet iemand die het al verdiende om deze eer te krijgen. In plaats daarvan werd er een tien maanden durende ‘wedstrijd’ georganiseerd waarbij alle brahmanen aan het hof hun kunsten vertoonden. Ook Maula kreeg de kans en werd door de aanwezige muziekgeleerden unaniem verkozen tot winnaar. Hiermee was zijn reputatie gevestigd.

## Trouwen, gezin en reputatie
Ondertussen was de tijd voor Maula gekomen om te trouwen en hij trouwde een meisje uit de dynastie van de Mogols. Het was een gelukkig huwelijk en er werden vijf kinderen geboren. Zijn vrouw is gedurende haar leven altijd terzijde gestaan door twee persoonlijke dienaren die het geheim van de familie kenden. Maula heeft hen laten inwonen in hun huis. Zij was zo toegewijd, beleefd en hoffelijk dat het de mensen die op bezoek kwamen echt opviel. Ook haar dochter, de moeder van Hazrat Inayat Khan was vervuld van de etiquette van haar moeder. Omdat ze van zo een hoge afkomst was en zich daar ook zeer bewust van was, wilde zij dit op ook haar kinderen overbrengen. Haar kleinkinderen kenden haar afkomst maar kregen nooit in detail te horen wat er precies was gebeurd.
Voor Maula brak er een tijd van grote voorspoed aan. Hij werd door vele prinsen uitgenodigd om aan hun hof te komen spelen. Uiteindelijk koos hij voor het hof van de Maharadja Kanda Rao van Baroda. Hier vond hij niet wat hij wilde en besloot te vertrekken. Op uitnodiging van Sir Salar Jung kwam hij naar het hof van Haiderabad alwaar hij geruime tijd zich verder kon bekwamen in de muziek.
Na het overlijden van de Maharadja van Baroda keerde hij nog een tijdje terug naar dit hof om daar voor de nieuwe Maharadja te spelen. Na verloop van tijd besloot hij dat het tijd werd om te vertrekken wegens de opvattingen die de Maharadja eropna hield jegens de Britten. Na zijn vertrek reisde hij naar veel verschillende gebieden van India. Ondertussen kwam hij in aanraking met westerse muziek.

## Muziekacademie te Baroda
Zijn laatste droom werd verwezenlijkt door de Maharadja Sayaji Rao Gaekwar die de muziek academie van Baroda opzette en Maula de eerste directeur maakte. Gedurende de laatste jaren van zijn leven heeft Maula zich helemaal toegelegd op de muziek en het organiseren van lessen en het geven van masterclasses. Deze academie werd, mede door toedoen van de maharadja die altijd was geïnteresseerd in het sponsoren, zowel sociaal als onderwijs gerelateerd, bezocht door vele intellectuelen die naar Baroda trokken. Maula's huis werd een ontmoetingsplaats voor filosofen, dichters en muzikanten.

## Overlijden
In 1896 overleed Maula Bakhsh op 63-jarige leeftijd. Op zijn begrafenis waren zowel hindoes als moslims aanwezig. Onder zijn leerlingen bevonden zich ook brahmanen. Hij ligt begraven in New Delhi.